# پروژاتوواتس
پروژاتوواتس (به صربی: Pružatovac) یک منطقهٔ مسکونی در صربستان است که در ملادنوواتس واقع شده‌است.